# Titularbistum Sutunurca
Sutunurca ist ein Titularbistum der römisch-katholischen Kirche.
Es geht zurück auf einen untergegangenen Bischofssitz in der gleichnamigen antiken Stadt, die in der römischen Provinz Africa proconsularis (heute nördliches Tunesien) lag. Der Bischofssitz war der Kirchenprovinz Karthago zugeordnet.
| Titularbischöfe von Sutunurca |                                        |                                                                    |                   |                  |
| Nr.                           | Name                                   | Amt                                                                | von               | bis              |
| 1                             | Rafael María Nze Abuy CMF              | Apostolischer Vikar von Río Muni (Äquatorialguinea)                | 9. August 1965    | 3. Mai 1966      |
| 2                             | Antônio do Carmo Cheuiche OCD          | Weihbischof in Santa Maria Weihbischof in Porto Alegre (Brasilien) | 2. April 1969     | 14. Oktober 2009 |
| 3                             | Salutaris Melchior Libena              | Weihbischof in Daressalam (Tansania)                               | 28. Januar 2010   | 14. Januar 2012  |
| 4                             | Léopold Ouédraogo                      | Weihbischof in Ouagadougou (Burkina Faso)                          | 28. Mai 2012      | 16. Juni 2022    |
| 5                             | António Manuel Bogaio Constantino MCCJ | Weihbischof in Beira (Mosambik)                                    | 13. Dezember 2022 |                  |